# Дон Алъм
Доналд Едуард Алъм (на английски: Donald Edward Allum, по-известен като Дон Алъм е британски гребец, първият човек, който успява да премине с гребане през Атлантическия океан сам и в двете посоки.

## Биография
Дон Алъм е роден на 17 май 1937 година в Лондон. Запалва се по гребането покрай своя братовчед, Джоф Алъм.
На 16 години постъпва в търговския флот като стюард. Изкарва девет години военна служба в пехотен полк, като постъпва и напуска като редник въпреки множеството възможности да се издигне в чин. По време на службата си изпълнява мисии в Борнео, Британска Гвиана и Берлин.

## Пресичане на Атлантика в двойка
Първоначално Джоф имал намерение да пресече Атлантическия океан с гребане соло след като прочита книгата на Джон Риджуей и Чей Блайт „A Fighting Chance and The Penance Way by Merton Naydler“, която авторите пишат за плаванията, които правят те (през 1966 година) и двойката Дейвид Джонстън и Джон Хоор. След като научава, че това постижение вече е извършено от Джон Халифакс (пресякъл сам с гребане Тихия океан през 1971 и 1972 година), Доф Алъм решава да предложи на Дон да станат първия екипаж, който да пресече с гребане Атлантика и в двете посоки.
През 1971 година дуото прави техния опит за пресичане на океана в западна посока с лодката им QE3. По време на пътеществието Дон и Джоф разполагат само с радиоприемник на къси вълни, на който да слушат програмата на БиБиСи BBC World Service, без каквото и да е друго електронно оборудване за комуникация с други морски съдове. За навигация двамата използват секстант. Избират да започнат плаването си от пристанището Лас Палмас на Канарския остров Гран Канария, защото това е била изходната точка както за двойката Риджуей и Блайт, така и за французина Ален Бомбар, който през 1952 година плава през Атлантика с малка лодка без почти никакви провизии в опит да докаже, че е възможно оцеляването в такива условия.
Първоначално плаването им започва добре, но във втората половина чувствително се забавя в резултат на множество проблеми, които възникват. След като първоначално се запасяват с достатъчно питейна вода, за да разполагат с по половин имперски галон вода (2.3 литра) на човек на ден за 100 дни напред, двамата Алъм по-късно откриват, че поради лошо преразпределение на баласта след употреба, меховете с вода са се разместили в трюма и са се пробили, като в резултат една четвърт от питейната вода за експедицията е била загубена. Това в допълнение към факта, че всичките им хранителни запаси се състоели от суха храна, която изисквала вода за рехидратиране, двойката се оказва с драстично намален прием както на вода, така и на храна, в резултат от което двамата Алъм през следващите дни и седмици губят тегло и сили. На 26 март 1971 година, след 73 дни в морето, двамата гребци стигат до нос Харисън Пойнт в Барбадос. Когато пристигат в запасите им са останали само 3 галона (14 литра) вода.
През юни 1972 година двамата преприемат пресичане на океана на изток, стартирайки от Сейнт Джонс, Нюфаундленд, и насочвайки се към западното крайбрежие на Ирландия. Едва три дни по-късно се налага Джоф да бъде качен на борда на преминаващ нефтен танкер, тъй като развива силна морска болест и хипотермия. Дон продължава да гребе през следващите 76 дни, като на 36-тия ден попада на насрещен вятър, който го връща обратно по посока Нюфаундленд. Вечерта на 75-тия ден от пътуването лодката на Алъм е пометена от голяма вълна и Алъм губи греблата си, резервните си дрехи и повечето от хранителните си запаси. За негов късмет на следващия ден той е спасен от преминаващ кораб. След този провал братовчед му Джоф решава, че повече няма да прави повече опити за пресичане на Атлантика.

## Солово преминаване на Атлантика
Четиринадесет години след тази първа експедиция, през 1986 година, Дон Алъм решава отново да повтори гребането си през Атлантика, този път в самостоятелен опит. Той успешно минава по маршрута от Пасито Бланко на Гран Канария до Карибския остров Невис за 114 дни. През последните две седмици от плаването си Дон окончателно е свършил запасите си от питейна вода, а когато достига дестинацията си е загубил половината от телесното си тегло и зрението и слухът му са сериозно нарушени. Преживяването оставя траен отпечатък върху здравословното му състояние, като през следващите години Алъм прави множество бъбречни кризи и развива бъбречна недостатъчност.
През септември 1987 година, Алъм успява да пресече Атлантика и в източна посока по маршрут от Сейнт Джонс, до ирландското село Дуах на остров Екил, графство Мейо. Експедицията му отнема 77 дни и завършва почти катастрофално.

## Смърт и признание
През следващите години здравето на Алъм се влошава значително, но по сведения той отказвал нееднократно да потърси медицинска помощ. През 1992 година той умира на 55-годиишна възраст вследствие сърдечен удар в Хестън, Мидълсекс, като според различните източници това става на 2 ноември или на 1 декември 1992 година.
В Дуах е поставен паметник в чест на Дон Алъм, който отбелязва постижението му от 1987 година. Мемориалът представлява скален блок с кръгла черна паметна плоча, надписът на която гласи: „Дон Алъм, първият човек, който пресича с гребане Атлантика в двете посоки, акостира на скалния бряг под този паметник, на 4 септември 1987, от Сейнт Джон, Нюфаундленд, завършвайки втората част от епичното си плаване с шестметрова открита шперплатова лодка QE 3, след 77 дни в морето.“
Вдъхновени от соло постижението на Дон Алъм, музикантите от британската рок група Marillion записват 18-минутната си песен „Ocean Cloud“ в албума си от 2004 година „Marbles“.